# مورگان‌تاون (پنسیلوانیا)
مورگان‌تاون (به انگلیسی: Morgantown) یک منطقهٔ مسکونی در ایالات متحده آمریکا است که در پنسیلوانیا واقع شده‌است. مورگان‌تاون ۸۲۶ نفر جمعیت دارد و ۱۸۲٫۸۸ متر بالاتر از سطح دریا واقع شده‌است.